# 宮崎嶺雄
宮崎 嶺雄（みやざき みねお、1908年11月1日 - 1980年9月10日）は、日本のフランス文学者、翻訳家。
1930年東京帝国大学心理学科中退。岸田国士に師事して小説を書き、1941年フランス文学賞を受賞。
戦後、創元社編集長を務め、フランス文学、推理小説の翻訳を行った。

## 翻訳
- 『三人 パスカル・イプセン・ドストエフスキー』（シユアレス、山本書店） 1935年
- 『ドストエフスキー』（アンドレ・シュアレス、山本書店） 1935年
- 『愛の妖精 プチット・ファデット』（ジョルジュ・サンド、岩波文庫） 1936年
- 『サユウル』（ アンドレ・ジッド、岸田国士共訳、建設社、 アンドレ・ジッド全集） 1935年
- 『笛師のむれ』（ジョルジュ・サンド、岩波文庫） 1937 - 1939年
- 『谷間の百合』（バルザック、創元社） 1940 - 1941年
のち岩波文庫
- 『ペスト』（アルベール・カミュ、創元社） 1950年
のち新潮文庫
- 『戒厳令』（カミュ、新潮社、現代フランス戯曲叢書） 1952年
- 『三銃士物語』（デューマ、創元社、世界少年少女文学全集（フランス篇）） 1955年）
- 『男の首 / 黄色い犬』（ジョルジュ・シムノン、東京創元社） 1956年
のち創元推理文庫
- 『ルナール名作集』（ルナール、あかね書房、少年少女世界文学選集） 1957年
- 『その子を殺すな』（ノエル・カレフ、東京創元社） 1958年
のち創元推理文庫
- 『死刑台のエレベーター』（ノエル・カレフ、東京創元社、クライム・クラブ） 1958年
のち創元推理文庫
- 『黄色い部屋の謎』（ガストン・ルルー、中央公論社） 1962年
のち創元推理文庫
のち嶋中文庫
- 『名も知れぬ牛の血』（ノエル・カレフ、創元推理文庫） 1963年
- 『にんじん』（ルナール、偕成社、少年少女世界名作選） 1966年